# Consolat General de Turquia a Barcelona
El Consolat de Turquia a Barcelona és la missió diplomàtica de la República de Turquia a la ciutat de Barcelona. La seva seu és al passeig de Gràcia, 7 1r.
Des del 14 d'agost de 2020, el càrrec de cònsol general recau en Selen Evcit. Ella va substituir Güçlü Kalafat, diplomàtic de carrera anteriorment destinat a les ciutats de Frankfurt i Viena. Fins al moment del canvi, el cònsol general fou Emir Salim Yüksel (Üsküdar, 1972), considerat un fidel transmissor dels missatges emesos des del govern d'Ankara.
En ocasions ha estat punt de concentració en contra la política exterior del Govern turc, com ara el 10 d'octubre de 2019, quan 400 persones s'agruparen davant la seu per a protestar contra l'ofensiva turca al Kurdistan sirià, que provocà l'ocupació de diverses poblacions kurdes i l'exili de milers de persones. També fou escenari d'altres protestes similars, com les realitzades el 25 de juliol i el 30 de setembre de 2020, quan la comunitat armènia es concentrà davant del consolat en protesta al suport que brindava a les forces armades d'Azerbaidjan en l'ocupació de la República d'Artsakh durant la invasió de 2020.